# آيت بن سعيد (آيت مالك)
آيت بن سعيد هو دُوَّار يقع بجماعة آيت يدين، إقليم الخميسات، جهة الرباط سلا القنيطرة في المملكة المغربية. ينتمي الدوّار لمشيخة آيت مالك التي تضم 11 دوار. يقدر عدد سكانه بـ 500 نسمة حسب الإحصاء الرسمي للسكان والسكنى لسنة 2004.

## وصلات خارجية
- البوابة الوطنية للجماعات الترابية
- المندوبية السامية للتخطيط